# Dick Smith (sportowiec)
Dick Smith, właśc. Richard Smith (ur. w Boltonie) – angielski piłkarz.
Swoją zawodową karierę rozpoczął w Newton Heath. W klubie z Manchesteru, zarówno w lidze jak i Pucharze Anglii, zaliczył 100 występów i zdobył 37 goli. Był pierwszym piłkarzem, który zdobył bramkę w meczu derbowym przeciwko Manchesterowi City w 1894 roku. W sumie w tym spotkaniu zdobył cztery gole. Do dziś żaden piłkarz nie powtórzył tego osiągnięcia w derbach Manchesteru.